# Goaltending
I basket är goaltending ett regelbrott som innebär att man har hindrat bollen från att nå korgen efter att den varit förbi högsta höjden på sin färdvägskurva och är på väg nedåt, alternativt ligger och balanserar på basketkorgens kant.
Goaltending sker antingen när en spelare i defensiv position försöker att blockera ett skott för sent (dvs. när bollen har nått höjden av sin färdväg eller redan har studsat på korgens tavla) eller om en spelare oavsett position försöker med en returtagning för snabbt (dvs. när bollen fortfarande har en chans att gå genom ringen). Om en spelare i defensiv position "goaltendar" (defensiv goaltending) så ses skottförsöket som lyckat och motståndarlaget belönas med de poäng som de annars hade fått från det avstånd de kastade. Om en offensiv spelare goaltendar (offensiv goaltending) så avbryts spelet och motståndarlaget får ta över det offensiva spelet.
Avsikten med regeln vid defensiva fall är att hindra att spelarna i positionen helt enkelt står och håller en hand mellan bollen och korgen, detta skulle nämligen göra mål i stort sett omöjliga. Vid offensiva fall hindrar regeln positionens spelare att utnyttja den defensiva motsvarigheten.
Regeln infördes för den defensiva positionen i de professionella ligorna i USA redan år 1945 (NBA var då delad i två och hette Basketball Association of America och National Basketball League), detta efter att det hade blivit allt vanligare att ligornas längre spelare stod och vaktade korgen mot skott. Samma år infördes dessutom regeln att en spelare efter fem regelbrott blir "bänkad" (när man tvingas sitta resten av matchen utan att delta i spelet) vilket bidrog till att snabbt etablera goaltending-regeln. Sedan dess har formulerandet och preciserandet av den ändrats en hel del, och diverse experiment till nya versioner av regeln testas ibland i bland annat USA:s lägre ligor.